# AFC DWS in het seizoen 1956/57
Het seizoen 1956/1957 was het derde jaar in het bestaan van de Amsterdamse betaaldvoetbalclub DWS. De club kwam uit in de Eerste divisie A en eindigde daarin op de 15e plaats. Tevens deed de club mee aan het toernooi om de KNVB beker, hierin werd in de eerste ronde verloren van DWV (1–2).

## Wedstrijdstatistieken

### Eerste divisie A
|       | ADO   | Alkmaar '54 | Emma  | De Graafschap | Haarlem | Helmondia '55 | HVC   | KFC   | Limburgia | Roda Sport | SVV   | De Volewijckers | VSV   | Wageningen | Xerxes |
| ----- | ----- | ----------- | ----- | ------------- | ------- | ------------- | ----- | ----- | --------- | ---------- | ----- | --------------- | ----- | ---------- | ------ |
| Thuis | 1 – 5 | 1 – 1       | 3 – 1 | 1 – 1         | 2 – 2   | 2 – 5         | 1 – 2 | 3 – 2 | 1 – 1     | 3 – 1      | 1 – 4 | 1 – 2           | 1 – 3 | 0 – 2      | 1 – 4  |
| Uit   | 3 – 0 | 2 – 2       | 3 – 3 | 1 – 3         | 3 – 0   | 0 – 1         | 3 – 0 | 3 – 1 | 1 – 1     | 1 – 0      | 1 – 0 | 1 – 1           | 3 – 0 | 1 – 2      | 1 – 1  |

### KNVB beker
| 1e ronde                                             | DWS           | 1 – 2 (0 – 1) | DWV                    |
| 19 augustus 1956 Plaats: Amsterdam Olympisch Stadion | Jan Braam 55' |               | 20', –' Jan den Tenter |

## Statistieken DWS 1956/1957

### Eindstand DWS in de Nederlandse Eerste divisie A 1956 / 1957
| Stand | Gespeeld | Gewonnen | Gelijk | Verloren | Punten | Doelpunten voor | Doelpunten tegen |
| ----- | -------- | -------- | ------ | -------- | ------ | --------------- | ---------------- |
| 15e   | 30       | 6        | 9      | 15       | 21     | 37              | 63               |

### Topscorers
| #      | Naam                | Goal |
| ------ | ------------------- | ---- |
| 1.     | Ger Braam           | 5    |
| 1.     | Theo van Doorneveld | 5    |
| 1.     | Herman Koot         | 5    |
| 4.     | Bouk Koevoets       | 4    |
| 4.     | Rein van Lier       | 4    |
| 6.     | Jan Braam           | 3    |
| 6.     | Donker              | 3    |
| 6.     | Gijs Vijfhuizen     | 3    |
| 6.     | Wim Wertwijn        | 3    |
| 10.    | Blokzijl            | 1    |
| 10.    | Jaap Wiggemans      | 1    |
| Totaal | Totaal              | 37   |

| #      | Naam      | Goal |
| ------ | --------- | ---- |
| 1.     | Jan Braam | 1    |
| Totaal | Totaal    | 1    |